# Laura Lippman

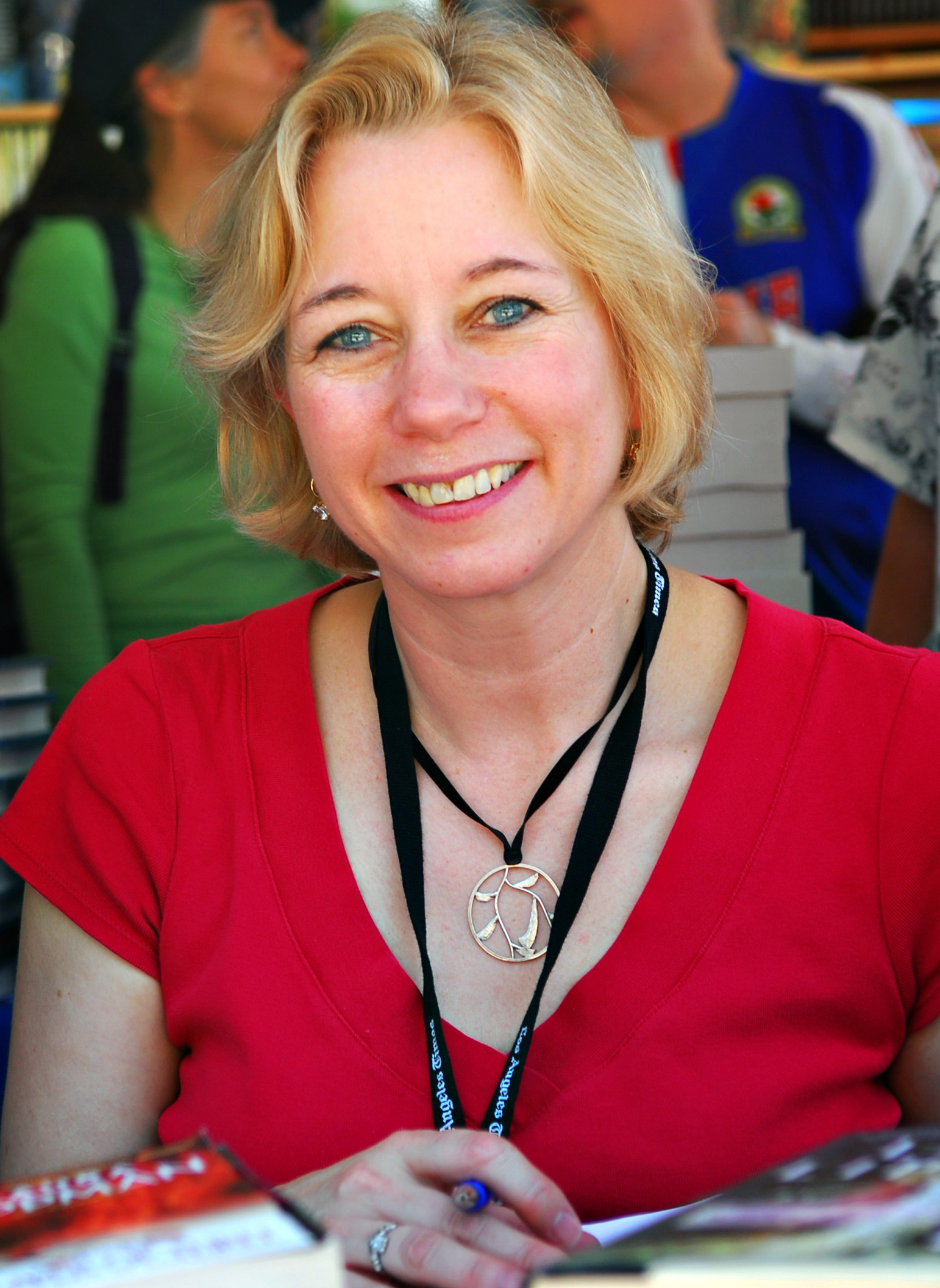
Laura Lippman (2008)

Laura Lippman (* 1959 in Atlanta, Georgia) ist eine US-amerikanische Journalistin und Autorin von Kriminalromanen mit der Journalistin und Privatdetektivin Tess Monaghan als Hauptfigur.

## Leben
Laura Lippman wurde 1959 in Atlanta als Tochter eines Journalisten und einer Bibliothekarin geboren. Die Familie zog 1961 in die Umgebung von Washington D.C. und 1965 weiter nach Baltimore. Nach der Schulzeit studierte sie Journalistik an der Medill School of Journalism der Northwestern University. Ab 1981 arbeitete sie als Journalistin beim Tribune-Herald in Waco, Texas, wechselte 1983 zum San Antonio Light in San Antonio, Texas. Seit 1989 schreibt sie für die Baltimore Sun, wo bis 1995 auch ihr Vater beschäftigt war. Ihr erster Roman Baltimore Blues erschien 1997. Sie ist verheiratet mit dem Drehbuchautor und Produzenten David Simon.

## Auszeichnungen
- 1998: Shamus Award – Bester Roman als Originaltaschenbuch für Charm City (dt. Charm City , Hamburg: Rotbuch 2003)
- 1998: Edgar – Bester Roman als Originaltaschenbuch dto.
- 1999: Agatha Award – Bester Roman für Butchers Hill (dt. Butchers Hill, Hamburg: Rotbuch 2005)
- 2000: Shamus Award – Bester Roman als Originaltaschenbuch für In Big Trouble
- 2001: Nero Wolfe Award – Bester Roman für  Sugar House
- 2004: Anthony Award – Bester Roman  Every Secret Thing (dt. Gefährliche Engel , Berlin: Rütten & Loening 2006)
- 2008: Barry Award – Bester Roman dto.
- 2007: Anthony Award – Bester Roman für No Good Deeds
- 2008: Barry Award – Bester Roman für What the Dead Know (dt. Was die Toten wissen, München: Goldmann 2009)
- 2008: Anthony Award – Bester Roman dto.
- 2015: Anthony Award – Bester Roman für After I’m Gone

## Werke

### Tess Monaghan Reihe
- 1997: Baltimore Blues
  - Baltimore Blues, dt. von Gerhard Falkner und Nora Matocza, Rotbuch, Hamburg 2003. ISBN 3-434-53105-X
  - auch als Der Geliebte der Verlobten, Kampa, Zürich 2020, ISBN 978-3-311-15505-8
- 1997: Charm City
  - Charm City, dt. von Ulrich Hoffmann, Rotbuch, Hamburg 2003. ISBN 3-434-53117-3
  - auch als Die Witwe des Millionärs, gleiche Übersetzung, Kampa, Zürich 2021. ISBN 978-3-311-15510-2
- 1998: Butchers Hill
  - Butchers Hill, dt. von Ulrich Hoffmann, Rotbuch, Hamburg 2005. ISBN 3-434-53118-1
  - auch als Das Gewissen des Mörders, Kampa, Zürich 2023. ISBN 978-3-311-15520-1
- 1999: In Big Trouble
- 2000: The Sugar House
- 2001: In a Strange City
  - In einer seltsamen Stadt, dt. von Gerhard Falkner und Nora Matocza, Rotbuch, Hamburg 2002. ISBN 3-434-53106-8
- 2002: The Last Place
- 2004: By a Spider's Thread
- 2006: No Good Deeds
- 2008: Another Thing to Fall
- 2011: The Girl in the Green Raincoat
  - Die Frau im grünen Regenmantel; dt. von Sepp Leeb, Kampa, Zürich 2020. ISBN 978-3-311-12514-3
- 2015: Hush, Hush

### Einzelromane
- 2003: Every Secret Thing
  - Gefährliche Engel, dt. von Ursula Walther; Berlin: Rütten & Loening 2006. ISBN 978-3-352-00738-5
- 2005: To the Power of Three
  - Das dritte Mädchen, dt. von Ursula Walther; Berlin: Rütten & Loening 2008. ISBN 978-3-352-00758-3
- 2007: What the Dead Know
  - Was die Toten wissen, dt. von Mo Zuber; München: Goldmann 2009. ISBN 978-3-442-46898-0
- 2009: Life Sentences
- 2010: I’d Know You Anywhere
  - Denn mein ist deine Seele, dt. von Eva Kemper; München: Goldmann 2012. ISBN 978-3-442-47694-7
- 2011: The Most Dangerous Thing
- 2012: And When She Was Good
- 2014: After I'm Gone
- 2016: Wilde Lake
- 2018: Sunburn
- 2019: Lady in the Lake. ISBN 978-0-062-39001-1
  - Wenn niemand nach dir sucht, dt. von Kathrin Bielfeldt und Jürgen Bürger; Zürich: Kampa Verlag 2021. ISBN 978-3-311-12026-1
- 2021: Dream Girl. ISBN 978-0-062-39007-3

### Kurzgeschichten-Sammlung
- 2008 Hardly Knew Her

### Verfilmungen
- 2014: Every Secret Thing (Regie: Amy Berg)
- 2024: Lady in the Lake, TV-Miniserie (Regie: Alma Har'el)